# Dracaena (Teiidae)
Dracaena – rodzaj jaszczurek z rodziny tejowatych (Teiidae).

## Zasięg występowania
Rodzaj obejmuje gatunki występujące w Peru, Ekwadorze, Kolumbii, Gujanie Francuskiej, Brazylii, Boliwii i Paragwaju.

## Systematyka

### Etymologia
- Dracaena: łac. dracaena „smoczyca, wężyca”, od gr. δρακαινα drakaina „smoczyca, wężyca”[6].
- Ada: J.E. Gray nie wyjaśnił pochodzenia nazwy rodzajowej[2], najprawdopodobniej nazwa bez znaczenia[7]. Gatunek typowy: Teius crocodilinus Merrem, 1820 (= Dracaena guianensis Daudin, 1801).
- Thorictis: gr. θωρηκτης thōrēktēs „opancerzony”[3]. Gatunek typowy: Dracaena guianensis Daudin, 1801.

### Podział systematyczny
Do rodzaju należą następujące gatunki: 
- Dracaena guianensis Daudin, 1801 – teju krokodylowy[8]
- Dracaena paraguayensis Amaral, 1950 – teju paragwajski[9]